# Svetozar Gligorić
Svetozar Gligorić (serbio Светозар Глигорић) (Belgrado, 2 de febrero de 1923 - Belgrado, 14 de agosto de 2012) fue un Gran Maestro Internacional yugoslavo, uno de los ajedrecistas más fuertes del mundo en las décadas de 1950 y 1960. Se destacó también como teórico, comentarista, pedagogo y difusor del juego.

## Biografía
Nacido en una familia pobre, sus primeros contactos con el ajedrez se produjeron observando a los parroquianos de un bar cercano a su casa. Recién a los once años aprendió a jugar, y a falta de piezas se fabricó los propios con corchos de botellas de vino.
Sus primeros éxitos en el ajedrez llegaron en 1938, cuando ganó el campeonato del Club de Ajedrez de Belgrado. Al estallar la Segunda Guerra Mundial Gligorić se unió a los partisanos que resistían la invasión nazi.
Después de la guerra, Gligorić trabajó varios años como periodista y organizador de torneos de ajedrez. Continuó su progreso como jugador, y en 1947 ganó su primer torneo internacional importante en Varsovia, delante del futuro campeón mundial Vasili Smyslov. La FIDE le otorgó los títulos de Maestro Internacional (MI) en 1950 y de Gran Maestro (GM) en 1951, lo que finalmente completó su transición a ajedrecista profesional de tiempo completo. Continuó activo jugando torneos hasta bien entrados los sesenta años de edad.
Falleció el 14 de agosto de 2012, a la edad de 89 años, en el Centro de Emergencias de Belgrado como consecuencia de un accidente cerebrovascular.

## Carrera ajedrecística
Gligorić fue uno de los más exitosos jugadores de torneo de mediados del siglo XX, habiendo ganado un gran número de competencias, pero tuvo menos éxito al competir por el Campeonato del Mundo. Fue campeón yugoslavo en 1947 (título compartido), 1948 (jtítulo compartido), 1949, 1950, 1956, 1957, 1958 (título compartido), 1959, 1960, 1962, 1965 y 1971, y representó a su país con gran éxito en las Olimpíadas de ajedrez durante décadas, usualmente como primer tablero del equipo nacional yugoslavo. La lista de sus victorias en competiciones internacionales de ajedrez es una de las más largas, e incluye entre otros los torneos de Mar del Plata 1950, Estocolmo 1954, Belgrado 1964, Manila 1968, etc. Compitió habitualmente en la serie de grandes torneos de Hastings de finales de año, con victorias (o empates por el primer lugar) en 1951-52, 1956-57, 1959-60, 1960-61, y 1962-63.
Su trayectoria en los eventos de clasificación para el Campeonato del Mundo es variada. Compitió regularmente en los torneos Zonales e Interzonales con éxito en varias ocasiones, como lo demuestran sus victorias en los Zonales de 1951, 1960 (compartida), 1963, 1966, y 1969 (compartida) y clasificaciones lo suficientemente altas para entrar en los torneos de "Candidatos" del año siguiente en los Interzonales de 1952, 1958 y 1967. Sin embargo, no tuvo éxito en las competencias de Candidatos, con mediocres resultados en los torneos de 1953 y 1959 y una derrota en su encuentro con Mijaíl Tal en 1968.

### Resultados contra campeones del mundo
Gligorić fue muy peligroso para los campeones mundiales de ajedrez, pero totaliza resultados adversos contra la mayoría de ellos, por ejemplo Mijaíl Botvínnik +2-2=5, Vasili Smyslov +5-7=21, Tigran Petrosian +7-10=10, Mijaíl Tal +2-11=19, Boris Spassky +0-5=15, Bobby Fischer +4-6=6, Anatoly Karpov +0-4=6 y Gary Kasparov -3.

## Su legado para el ajedrez
A pesar de su soberbio record en torneos, quizás Gligorić sea aún más recordado como teórico de las aperturas. Hizo enormes contribuciones, entre otras, a la teoría de la India del Rey, la Ruy López y la defensa Nimzo-India. En particular, con la primera convirtió sus contribuciones teóricas en espectaculares victorias desde ambos lados del tablero (incluyendo la espectacular partida que se muestra más abajo). Variantes teóricamente significativas de la India del Rey y de la Ruy López llevan su nombre. Sus batallas con Bobby Fischer en la India del Rey y la defensa Siciliana (particularmente la variante Najdorf, una especialidad de Fischer) son legendarias, y a menudo resultaron en su favor.
Como comentarista, Gligorić aprovechó su fluidez en viarios idiomas y su entrenamiento como periodista para producir anotaciones de partidas lúcidas e interesantes. Durante años fue columnista habitual de las revistas Chess Review y Chess Life, en las que su columna "La partida del mes" solía ser una tutoría completa sobre la apertura usada en la partida presentada, más un conjunto de exhaustivas anotaciones. Escribió libros de ajedrez en varios idiomas, y contribuyó regularmente a la compilación trimestral (más recientemente, cuatrimestral) Chess Informant de las partidas de ajedrez más importantes del mundo. Si a estos méritos se agrega una exitosa carrera como organizador y árbitro de torneos de ajedrez, queda claro que Gligorić es una de las más grandes figuras ajedrecísticas de la historia.

## Una partida
|       |       |       |       |       |       |       |       |    |  |
|       | a8 rd | b8    | c8 bd | d8 qd | e8    | f8 rd | g8 kd | h8 |  |
| a7 pd | b7 pd | c7 pd | d7    | e7    | f7    | g7 bd | h7 pd |    |  |
| a6    | b6    | c6    | d6 pd | e6    | f6    | g6    | h6    |    |  |
| a5    | b5    | c5    | d5 pl | e5 pd | f5 nd | g5 pd | h5    |    |  |
| a4 pl | b4 pl | c4 pl | d4    | e4    | f4 nd | g4    | h4    |    |  |
| a3    | b3    | c3 nl | d3    | e3    | f3 bl | g3 pl | h3    |    |  |
| a2    | b2    | c2    | d2 nl | e2    | f2 pl | g2    | h2 pl |    |  |
| a1 rl | b1    | c1 bl | d1 ql | e1    | f1 rl | g1 kl | h1    |    |  |
|       |       |       |       |       |       |       |       |    |  |

Una de las partidas más famosas de Gligorić fue su victoria contra el excampeón del mundo Tigran Petrosian en el gran "Torneo de la Paz" celebrado en Zagreb en 1970. Muestra el virtuosismo de Gligorić con las negras en la India del Rey, y su convicción para jugar con un sacrificio ofensivo aún contra uno de los más grandes jugadores defensivos de la historia del ajedrez. Zagreb 1970 fue otro éxito de Gligorić en torneos, resultando segundo (empatado con Petrosian y otros) detrás de un Fischer que se hallaba  en el pináculo de su carrera.
Petrosian–Gligorić, Zagreb 1970: 1. c4 g6 2. Nf3 Bg7 3. d4 Nf6 4. Nc3 o-o 5. e4 d6 6. Be2 e5 7. o-o Nc6 8. d5 Ne7 9. b4 Nh5 10. Nd2 Nf4 11. a4 f5 12. Bf3 g5 13. exf5 Nxf5 14. g3 Nd4 15. gxf4 Nxf3+ 16. Qxf3 g4 17. Qh1 exf4 18. Bb2 Bf5 19. Rfe1 f3 20. Nde4 Qh4 21. h3 Be5 22. Re3 gxh3 23. Qxf3 Bg4 24. Qh1 h2+ 25. Kg2 Qh5 26. Nd2 Bd4 27. Qe1 Rae8 28. Nce4 Bxb2 29. Rg3 Be5 30. R1a3 Kh8 31. Kh1 Rg8 32. Qf1 Bxg3 33. Rxg3 Rxe4 0-1.
De hecho, Gligorić fue el primero en infligir una derrota a Petrosian después que este ganara el título mundial ante Mijaíl Botvínnik en 1963.